# Ladis Galartza
Ladis Galartza (Baraibar, Navarra, 1960), més conegut com a Galartza III, és un jugador professional de pilota basca a mà, en la posició de rest. Va debutar el 1979 i fou, fins que es retirà, el gran rival de Retegi II.

## Palmarés
- Campió del Manomanista, 1991 i 1992.
- Subcampió del Manomanista, 1983, 1984, 1985, 1988 i 1993.
- Campió del Quatre i mig, 1993
- Subcampió del Quatre i Mig, 1989 i 1990.
- Subcampió per parelles, 1985, 1987, 1991